# Psilopa martima
Psilopa martima är en tvåvingeart som först beskrevs av Jean Pierre Omer Anne Édouard Perris 1847.  Psilopa martima ingår i släktet Psilopa och familjen vattenflugor. Inga underarter finns listade i Catalogue of Life.